# Saudasjøen
Saudasjøen este o localitate din comuna Sauda, provincia Rogaland, Norvegia.